# Montigny (Calvados)
Montigny település Franciaországban, Calvados megyében. Lakosainak száma 90 fő (2022. január 1.). Montigny La Caine, Courvaudon, Maisoncelles-sur-Ajon, Préaux-Bocage és Thury-Harcourt-le-Hom községekkel határos.

## Népesség
A település népessége az elmúlt években az alábbi módon változott:
| Lakosok száma | 96   | 81   | 71   | 89   | 96   | 96   | 96   | 98   | 99   | 90   |
|               | 1968 | 1982 | 1990 | 2006 | 2013 | 2015 | 2017 | 2019 | 2020 | 2022 |